# Tạ Văn Long
Tạ Văn Long (sinh ngày 27 tháng 4 năm 1966) là chính trị gia nước Cộng hòa xã hội chủ nghĩa Việt Nam. Ông từng là Phó Bí thư thường trực Tỉnh ủy Yên Bái, Bí thư Đảng đoàn, Chủ tịch Hội đồng nhân dân tỉnh Yên Bái. Ông nguyên là Phó Chủ tịch thường trực Ủy ban nhân dân tỉnh Yên Bái; Trưởng ban Tổ chức Tỉnh ủy Yên Bái; Giám đốc Sở Tài chính tỉnh Yên Bái; Bí thư Huyện ủy huyện Lục Yên, tỉnh Yên Bái.
Tạ Văn Long là Đảng viên Đảng Cộng sản Việt Nam, học vị Cử nhân Kinh tế, Cử nhân Luật, Cao cấp lý luận chính trị. Ông là chính trị gia có hơn 20 năm trong ngành ngân hàng, tài chính, sự nghiệp đều ở tỉnh Yên Bái.

## Xuất thân và giáo dục
Tạ Văn Long sinh ngày 27 tháng 4 năm 1966 tại xã Thụy Vân, thành phố Việt Trì, tỉnh Phú Thọ, lớn lên và tốt nghiệp 12/12 ở Việt Trì. Ông theo học đại học và nhận bằng Cử nhân Kinh tế, Cử nhân Luật học, được kết nạp Đảng Cộng sản Việt Nam vào ngày 15 tháng 3 năm 1993, trở thành đảng viên chính thức vào ngày 15 tháng 3 năm 1994. Trong quá trình hoạt động Đảng và Nhà nước, ông theo học các khóa tại Học viện Chính trị Quốc gia Hồ Chí Minh, nhận bằng Cao cấp lý luận chính trị. Nay, ông cư trú tại số nhà 38, tổ 4, phường Đồng Tâm, thành phố Yên Bái, tỉnh Yên Bái.

## Sự nghiệp

### Ngân hàng
Tháng 10 năm 1986, Tạ Văn Long bắt đầu sự nghiệp ở tỉnh Yên Bái, công tác tại Ngân hàng Nông nghiệp và Phát triển nông thôn (Agribank) huyện Yên Bình, tỉnh Yên Bái, là ngân hàng thương mại thuộc doanh nghiệp nhà nước. Tháng 5 năm 1993, ông được bàn giao sang cơ quan nhà nước, nhậm chức Phó Chi cục trưởng Chi cục Thuế huyện Yên Bình. Tháng 6 năm 1995, ông trở lại ngân hàng, là Phó Giám đốc Agribank thị xã Yên Bái. Tháng 7 năm 1996, ông giữ chức Quyền Trưởng phòng Kiểm tra – kiểm soát, Agribank Yên Bái. Đến tháng 10 năm 1996, ông được bổ nhiệm làm Phó Giám đốc Agribank tỉnh Yên Bái, và là Giám đốc ngân hàng từ tháng 6 năm 2001. Cũng trong năm này, ông được bầu làm Ủy viên Ban Chấp hành Đảng bộ tỉnh Yên Bái khóa XV. Tính đến năm 2005, ông có gần 20 năm công tác trong nhóm ngân hàng ở tỉnh Yên Bái.

### Yên Bái
Tháng 10 năm 2005, tại Đại hội Đảng bộ tỉnh Yên Bái lần thứ 16, Tạ Văn Long tái đắc cử Tỉnh ủy viên, được bổ nhiệm làm Phó Giám đốc Sở Tài chính tỉnh Yên Bái, và trở thành Giám đốc Sở Tài chính từ tháng 01 năm 2006. Tháng 7 năm 2008, Tỉnh ủy Yên Bái điều động ông tới huyện Lục Yên, vào Ban Thường vụ Huyện ủy, nhậm chúc Bí thư Huyện ủy huyện Lục Yên. Tháng 10 năm 2010, tại Đại hội Đảng bộ tỉnh Yên Bái lần thứ 17, ông được bầu làm Ủy viên Ban Thường vụ Tỉnh ủy, tiếp tục là Bí thư Huyện ủy Lục Yên cho đến hết năm. Tháng 01 năm 2011, ông được điều về Tỉnh ủy, nhậm chức Trưởng ban Tổ chức Tỉnh ủy Yên Bái. Đến tháng 7 cùng năm, ông được Hội đồng nhân dân tỉnh bầu và Thủ tướng Nguyễn Tấn Dũng phê chuẩn bổ nhiệm làm Phó Chủ tịch thường trực Ủy ban nhân dân tỉnh Yên Bái, và ông giữ chức vụ này xuyên suốt 2011–20, gần 10 năm.
Ngày 24 tháng 9 năm 2020, tại Đại hội Đảng bộ tỉnh Yên Bái lần thứ 19, Tạ Văn Long tái đắc cử Thường vụ Tỉnh ủy, được bầu làm Phó Bí thư thường trực Tỉnh ủy Yên Bái kiêm Bí thư Đảng đoàn, Chủ tịch Liên hiệp các Hội khoa học – kỹ thuật tỉnh Yên Bái. Tháng 4 năm 2021, ông ứng cử và trúng cử làm Đại biểu Hội đồng nhân dân tỉnh Yên Bái, và cũng là đại biểu từ năm 2016. Ngày 4 tháng 7 năm 2021, tại kỳ họp thứ nhất, Hội đồng nhân dân tỉnh Yên Bái đã bầu ông làm Chủ tịch Hội đồng nhân dân tỉnh khóa XIX, nhiệm kỳ 2021 – 2026.

## Khen thưởng
Trong sự nghiệp, Tạ Văn Long được trao một số giải thưởng như:
- Bằng khen của Thủ tướng Chính phủ Phan Văn Khải năm 2003;
- Danh hiệu Chiến sĩ thi đua toàn quốc năm 2005;
- Huân chương Lao động hạng Ba (2007), hạng Nhì (2012);
- Bằng khen của Chủ tịch Ủy ban nhân dân tỉnh Yên Bái (2013–20).